# 백설공주 (1964년 영화)
"백설공주"는 1964년 공개된 대한민국의 영화이다. 박구 감독이 만든 영화이다.

## 배역
- 김지미 : 백설공주 역
- 김진규 : 내전 시랑 역
- 도금봉 : 태수비 역
- 허장강 : 병목대감 역
- 박암
- 김동원
- 황정순
- 전영주
- 김미정
- 석금성
- 성소민
- 이중철
- 양석천
- 이예성
- 이업동
- 임해림
- 윤일주
- 이영
- 한유정
- 현정자
- 조덕성
- 정철
- 추봉
- 지계순
- 조향
- 박병기
- 조학자